# La llegenda del Sant Bevedor
La llegenda del Sant Bevedor (1988) és una pel·lícula italiana dirigida per Ermanno Olmi, basada en la novel·la de Joseph Roth, protagonitzada per Rutger Hauer i Anthony Quayle. La història segueix Andreas Kartak, un miner condemnat injustament per la mort d'un home, que viu com un rodamón a París fins que un cavaller li dóna diners per redimir-se. La pel·lícula, que combina elements místics i realistes, explora les reflexions existencials d'un home marcat per l'alcoholisme. Amb fotografia de Dante Spinotti, va guanyar el Lleó d'Or al Festival de Venècia i diversos premis a Itàlia.